# Hey What
Hey What — тринадцатый студийный альбом американской инди-рок-группы Low. Он был выпущен 14 сентября 2021 года на лейбле Sub Pop и стал финальным студийным альбомом дуэта из Миннесоты. Это их третья запись подряд, спродюсированная Би Джей Бертоном, опирающаяся на искажённое звучание предыдущего альбома группы Double Negative (2018).
Бертон и Hey What были номинированы в категории «Лучший сведённый альбом, неклассика» на 64-й ежегодной премии «Грэмми». Это их единственный альбом в составе дуэта Алана Спархока и Мими Паркер, все предыдущие альбомы Low были записаны в составе трио.
Альбом получил положительные отзывы от современных музыкальных критиков. Согласно агрегатору рецензий Metacritic, Hey What получил «всеобщее признание».

## Композиции
Hey What, описанный как минималистский альбом и «организованный хаос», строит свои треки вокруг двух вокалов (в исполнении Алана Спархока и Мими Паркер, 1967–2022), окружённых «ревущим электронным шумом», который Pitchfork сравнивает с «электрической бурей в пещере между двумя наушниками». Вокал описывается как «немного более глубокий и округлый по краям, чем в предыдущих альбомах». Pitchfork добавляет, что каждое звуковое решение в альбоме «избавлено от излишеств и воспринимается с пристальным вниманием, передавая чувства, не поддающиеся описанию».
Тематически Hey What создаёт контраст между кристальным вокалом и преобладающими искажениями, интерпретируемый как «напоминание о том, что тьма и свет неразделимы». Loud and Quiet считает, что альбом вселяет «немного больше надежды, чем многие из недавних работ Low», и хотя он не излучает «счастливо-хлопотную» энергию, он «попадает в ноту» стоицизма; он не даёт обещаний относительно будущего, но, кажется, по крайней мере имеет смелость верить, что оно будет".

## Релиз и синглы
Альбом был анонсирован 22 июня 2021 года, сопровождаемый выпуском сингла «Days Like These». Второй сингл «Disappearing» вышел 20 июня 2021 года. Третий сингл «More» был издан 18 августа 2021 года.

## Отзывы
| Совокупная оценка | Совокупная оценка |
| Источник          | Оценка            |
| ----------------- | ----------------- |
| AnyDecentMusic?   | 8.1/10            |
| Metacritic        | 84/100            |
| Оценки критиков   |                   |
| Источник          | Оценка            |
| AllMusic          | [ 16 ]            |
| Beats Per Minute  | 91%               |
| Clash             | 9/10              |
| The Guardian      | [ 10 ]            |
| Exclaim!          | 8/10              |
| Loud and Quiet    | 7/10              |
| Mojo              | [ 20 ]            |
| Paste             | 8.6/10            |
| Pitchfork         | 8.4/10            |
| PopMatters        | 7/10              |
| Uncut             | 9/10              |

Альбом получил в целом положительные отзывы от современных музыкальных критиков. Согласно агрегатору рецензий Metacritic, Hey What получил «всеобщее признание», основываясь на средневзвешенной оценке 84 из 100 из 22 оценок критиков.
Энди Куш, написавший рецензию для Pitchfork, похвалил то, как в альбоме удалось «использовать грубость цифровых сбоев, сделать её приятной и даже удовлетворительной, привязав её к знакомым инструментам, таким как кик-барабан». Куш отметил, что продюсирование альбома не соответствует позитивно грубому продукту электронной, поп- и хип-хоп-музыки старой школы, которая «уже давно отказалась от какой-либо преданности тому, как звуки должны вести себя в реальной акустической среде». Кроме того, Куш интерпретировал непрерывную структуру альбома «без цели в голове» и отсутствие удовлетворяющего разрешения как «признание глубокой и сложной истины в старой пословице о том, что путешествие важнее пункта назначения».
Люк Картледж из Loud and Quiet подвёл итог как «богатый несовершенный LP». По его мнению, «самые впечатляющие моменты» на Hey What возникают на треках, где «структуры внезапно разрушаются сами по себе», однако, по сравнению с предыдущей дискографией, «временами им не хватает некоторой остроты». Напряжённая цепочка между «лирикой и мелодией, тембром и динамикой, мельчайшими деталями и общим повествованием» сохраняется, но «шатко», возможно, намеренно воплощая «дрожащие балансы социальных сил, которые кажутся более хрупкими, чем когда-либо, и крошечных личных деталей, которые делают все это более или менее сносным в повседневности».
Некоторые критики считают Hey What улучшением стилистических решений предыдущего альбома группы, Double Negative. По сравнению с ней, новая работа звучит более зрело, уверенно, изысканно и «мелодично». Кроме того, он «углубляет исследования Double Negative в области устойчивой атмосферы, с длинными отрезками, посвящёнными повторению одного слова или медленному затуханию клавишной линии». На техническом уровне поздний альбом развивает «тембральные инновации, которые сделали Double Negative таким откровением».

### Итоговые списки
| Публикация         | Список                                | Ранг | Ссылка |
| ------------------ | ------------------------------------- | ---- | ------ |
| The Guardian       | The 50 Best Albums of 2021            | 31   | [ 23 ] |
| Les Inrockuptibles | Adrien Durand’s Top 10 Albums of 2021 | 1    | [ 24 ] |
| Les Inrockuptibles | Arnaud Ducome’s Top 10 Albums of 2021 | 1    | [ 24 ] |
| Les Inrockuptibles | Rémi Boiteux’s Top 10 Albums of 2021  | 10   | [ 24 ] |
| Les Inrockuptibles | Valentin Gény’s Top 10 Albums of 2021 | 3    | [ 24 ] |
| NPR                | NPR Music’s 50 Best Albums of 2021    | 21   | [ 25 ] |
| Paste              | The 50 Best Albums of 2021            | 12   | [ 26 ] |
| Pitchfork          | The 50 Best Albums of 2021            | 5    | [ 27 ] |
| Pitchfork          | The 31 Best Rock Albums of 2021       | н/д  | [ 28 ] |

## Список композиций
Слова и музыка всех песен — Low.
| №                   | Название                                     | Длительность |
| ------------------- | -------------------------------------------- | ------------ |
| 1.                  | «White Horses»                               | 5:03         |
| 2.                  | «I Can Wait»                                 | 4:02         |
| 3.                  | «All Night»                                  | 5:14         |
| 4.                  | «Disappearing»                               | 3:32         |
| 5.                  | «Hey»                                        | 7:41         |
| 6.                  | «Days Like These»                            | 5:20         |
| 7.                  | «There's a Comma After Still»                | 1:51         |
| 8.                  | «Don't Walk Away»                            | 4:07         |
| 9.                  | «More»                                       | 2:10         |
| 10.                 | «The Price You Pay (It Must Be Wearing Off)» | 7:08         |
| Общая длительность: | Общая длительность:                          | 46:08        |

## Чарты
| Чарт (2021)                                  | Высшая позиция |
| -------------------------------------------- | -------------- |
| Австрия (Ö3 Austria)                         | 75             |
| Бельгия/Фландрия (Ultratop)                  | 11             |
| Бельгия/Валлония (Ultratop)                  | 60             |
| Нидерланды (Album Top 100)                   | 27             |
| Германия (Offizielle Top 100)                | 32             |
| Ирландия (Irish Albums Chart)                | 44             |
| Италия (FIMI)                                | 89             |
| Португалия (AFP)                             | 41             |
| Шотландия (Scottish Albums Chart)            | 10             |
| Швейцария (Schweizer Hitparade)              | 37             |
| Великобритания (UK Albums Chart)             | 23             |
| Великобритания (UK Independent Albums Chart) | 7              |